# Полножирная соя
Полножи́рная соя — продукт, полученный в результате переработки соевых бобов без отделения масла.

## Описание
Полножирная соя является одним из ценнейших компонентов комбикормов для сельскохозяйственных животных.
Поскольку использование сырой сои в рационах ограничено вследствие содержания большого количества антипитательних веществ (ингибиторов трипсина, сапонинов, гемаглютаминов и др.). При производстве полножирной сои происходит дезактивации указанных факторов, в первую очередь ингибиторов протеаз и уреазы, и повышение биологической ценности сои. Это дает возможность увеличивать содержание белков в составе комбикормов. При этом по сравнению с использованием сои в необработанном виде общая их питательность повышается почти на 20 %.

## Методы получения полножирной сои
- Обжаривание
- Метод сухого экструдирования. Влияние температуры здесь объединяется с эффектом резкого перепада давления во время выбрасывания продукта из экструдера. В этом случае называется «полножирный экструдированный соевый жмых». Используется как компонент экструдированных комбикормов, кормов для птицы, рыбы, домашних животных.
- Микронизация
- Автоклавирование
- Микроволновая обработка